# Zigzag Bluff
Lo Zigzag Bluff è una scogliera rocciosa antartica che si affaccia sulla Barriera di Ross, 8 km a ovest della parte terminale del Ghiacciaio Axel Heiberg, nell'Herbert Range, catena montuosa che fa parte dei Monti della Regina Maud, in Antartide. 
Fu probabilmente avvistato nel 1911 dall'esploratore polare norvegese Roald Amundsen e grossolanamente mappato dall'esploratore antartico Richard Evelyn Byrd nel corso della sua spedizione verso il Polo Sud del 1928-30. 
La denominazione fu assegnata dal gruppo sud della New Zealand Geological Survey Antarctic Expedition (NZGSAE), 1961–62, in relazione alla particolare disposizione delle pieghe della roccia di cui è costituita la scogliera.